# سیارک ۲۱۷۱۳
سیارک ۲۱۷۱۳ (به انگلیسی: 21713 Michaelolson، نامگذاری:1999RW97) بیست و یک هزار و هفتصد و سیزدهمین سیارک کشف شده‌است که در ۷ سپتامبر ۱۹۹۹ کشف شد.
قدر مطلق سیارک برابر ۸.۹ است.